# Kari Kjønaas Kjos
Kari Kjønaas Kjos, född 25 januari 1962 i Oslo, är en norsk politiker i Fremskrittspartiet. Hon valdes in i Stortinget år 2005.